# Е (вагон метро)
Вагоны типа «Е» (заводское обозначение — 81-703) серийно выпускались в 1963—1969 годах (опытные образцы с 1959 года) Мытищинским машиностроительным заводом. В Московском метрополитене снят с эксплуатации.

## История
В 1956 году Мытищинский машиностроительный завод приступил к разработке нового типа вагона, получившего обозначение Е (впоследствии ему присвоен индекс «81-703»).
К концу 1959 года были изготовлены два первых опытных вагона серии «Е», получившие №№ 3001—3002. В декабре 1959 года новые вагоны отправили в московское депо «Сокол» для прохождения испытаний. Они начались в феврале 1960 года и проходили на участке «Белорусская» — «Сокол» Горьковско-Замоскворецкой линии Московского метрополитена. По данным, поступавшим на Мытищинский завод из Москвы, в чертежи новых вагонов вносились изменения и выявлялись отдельные узлы, требующие заводской доработки при выпуске второй партии опытных вагонов. Изготовление ещё пяти опытных вагонов для Москвы завершилось в Мытищах к концу 1960 года. Вагоны второй опытной партии получили №№ 3003—3007.

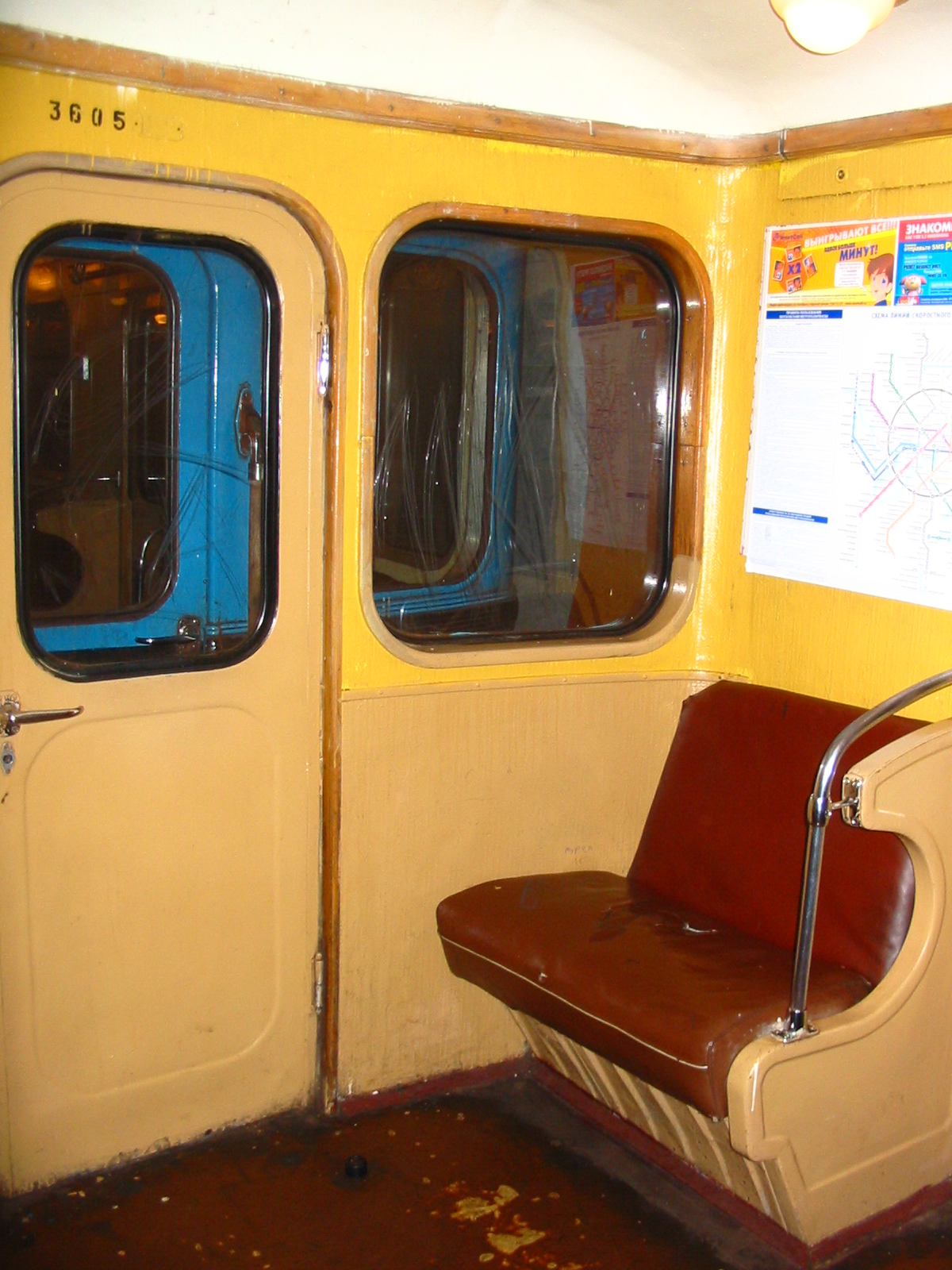
Отличие салонов вагонов Е - одноместное сиденье в торце, у следующих серий в торцах — трёхместные сиденья. Вагон Е 3605 Московского метро, 2005

Вагоны серии «Е» отличаются от вагонов предыдущей серии «Д» наличием полос гофрирования (у первого опытного вагона № 3001 полосы гофрирования были только в нижней части кузова). Также имеют более широкие двери и не имеют окон между последней дверью и торцом, противоположным кабине. Вагоны типа Е имели изменённое по сравнению с вагонами типа Д расстояние между боковыми раздвижными дверями и поэтому не подходили для станций закрытого типа Ленинградского метрополитена (Московско-Петроградской и Невско-Василеостровской линий). Для возможности работы на таких линиях на базе вагона типа «Е» была создана его модификация «Ем».
По прибытии новых вагонов в депо «Сокол» был сформирован семивагонный состав (с головными вагонами № 3001 и № 3007), эксплуатационные испытания которого были назначены на 1961 год. 22 февраля 1961 года опытный состав типа «Е» совершил свою первую поездку с пассажирами по Горьковско-Замоскворецкой линии. За время испытаний, которые продолжались до конца 1962 года, выявилось большое число недостатков новых вагонов. Несмотря на это, в мае 1963 года было решено пустить вагоны типа «Е» в серийное производство. 
Выпуск новых вагонов требовал большой подготовки производства. На Мытищинском машиностроительном заводе были увеличены площади цеха № 17, организованы поточные линии сборки и сварки тележек вагона, боковин кузова, механизирован ряд производственных процессов. Производственные мощности завода были ориентированы на высокие объемы выпуска: до 130 вагонов в год. В июне 1963 года Мытищинский завод приступил к сборке первых серийных вагонов типа «Е».
Серийные вагоны типа Е внешне несколько отличались от опытных вагонов. Во-первых, кузова всех серийных вагонов (№ 3008 и далее) имели декоративную полосу вдоль крыши (молдинг) (на опытных вагонах этого не было). Второе различие заключалось в конструкции окон. Если у опытных вагонов окна были разделены вертикальной перемычкой на две половины и открывались путем сдвига вниз, то у серийных вагонов верхняя часть окон распахивалась внутрь салона. В-третьих, кузова серийных вагонов по сравнению с опытными были более обтекаемыми.
В 1963 году из 120 вагонов, поставленных столичному метрополитену, 70 были новыми вагонами типа Е (№№ 3008—3077).
На 1964 год план производства вагонов увеличился до 145 штук. Это, в частности, было связано с тем, что подходило к завершению строительство метрополитенов в Баку и Тбилиси. Летом 1964 года 11 вагонов типа «Е» были отправлены в Ленинградский метрополитен (№№ 3078—3088), а в конце 1964 года свои первые вагоны типа «Е» получило киевское депо ТЧ-1 «Дарница» (№№ 3193—3199, 3201—3203). Впоследствии начались регулярные поставки вагонов «Е» в Ленинградский и Киевский метрополитены.
Как выяснилось вскоре после начала эксплуатации вагонов типа «Е», принятое решение о начале серийного производства оказалось преждевременным. Стали выявляться многочисленные конструктивные недостатки новых вагонов. До 1965 года все вагоны серии «Е» для Московского метрополитена поступали в депо «Сокол», однако из-за многочисленных отказов на линии они работали мало. Выяснилось, что были запущены не отработанные до конца вагоны, и что первый опытный состав из вагонов серии «Е» не был достаточно опробован в реальной эксплуатации. Особенно много недостатков выявилось в конструкции вагонных тележек.
К маю 1965 года ситуация стала критической. Все московские вагоны серии «Е» были сняты с эксплуатации и направлены в депо «Красная Пресня» на ремонт и модернизацию с заменой тележек. В ходе модернизации были увеличены диаметр шеек осей колесных пар, толщина стенок рам тележек, изменена геометрия поводков и технология их изготовления. Модернизация вагонов потребовала много времени и материальных затрат.
К 1 января 1965 года на инвентарном парке Московского метрополитена числилось 172 вагона типа «Е» (№№ 3001—3077, 3089—3109, 3115—3184, 3200, 3204—3206), из них четыре вагона в тот момент проходили модернизацию в депо «Красная Пресня» (№№ 3025—3027, 3029). К концу 1965 года Горьковско-Замоскворецкая линия стала полностью обслуживаться только вагонами серии «Е», но поставки новых вагонов продолжались. В течение 1965-66 годов в московских депо «Сокол» и «Красная Пресня» накапливались вагоны серии «Е», предназначавшиеся для работы на строящемся Ждановском радиусе. В декабре 1966 года введенное в эксплуатацию депо «Ждановское» было полностью укомплектовано новыми семивагонными составами типа «Е», а образовавшийся в «Соколе» излишек накопленных вагонов ознаменовался передачей в том же 1966 году вагонов №№ 3348—3350, 3353, 3355—3358 в ленинградское депо «Автово».
В конце 1965 года начались поставки вагонов для четвёртого советского метрополитена — Тбилисского. А в октябре 1967 года вступил в строй пятый в СССР Бакинский метрополитен. Мытищинские машиностроители дали бакинцам первые 29 вагонов и запчасти к ним.
Всего за годы производства было изготовлено 824 вагона типа «Е». Они получили номера 3001—3699 и 4700—4824. Разрыв в нумерации связан с тем, что в 1966 году на Мытищинском заводе параллельно с выпуском вагонов серии «Е» была организована сборка вагонов серии «Ем» для Ленинградского метрополитена, которым присваивались номера начиная с № 3701 (вагон № 3700 выпущен не был). Аналогичные вагоны предполагалось использовать и для Москвы, а производство вагонов типа «Е» должно было завершиться. Первоначально (в 1966 году) предполагалось, что существующего тогда резервного диапазона номеров 34хх-3700 хватит для присвоения нумерации всем вагонам серии «Е» до момента снятия их с производства. Однако поставка вагонов Ем на поток затягивалась, и выпуск вагонов типа «Е» продолжился до 1969 года. В 1968 году был полностью исчерпан диапазон номеров 36хх, и новым вагонам серии «Е» стали присваивать номера начиная с 4700.
Начиная с 1979 года в Московском метрополитене в вагонах этой серии и серий «Еж» и «Ем» заводская отделка стен салона линкрустом заменялась на пластиковую, а деревянные рамы окон нередко окрашивались масляной краской. Некоторые старые вагоны (в основном вагоны №№ 47хх) проходили капитальный ремонт, в процессе которого линкрустовая отделка салона заменялась на пластиковую коричневого цвета. До 2008 года в пассажирской эксплуатации в Московском метрополитене оставался один линейный линкрустовый вагон типа «Е» — № 3605. Он же являлся последним вагоном типа «Е», который эксплуатировался с пассажирами в Московском метро. В декабре 2007 года вагон был поставлен на консервацию в депо «Калужское» для музея подвижного состава. В феврале 2008 года вагон был возвращён в депо «Фили» и эксплуатировался в качестве резервного на Арбатско-Покровской линии. Весной 2008 года он был передан на ответственное хранение в депо «Новогиреево», ныне снова находится в «Калужском». 15 и 16 мая 2015 года вагон типа «Е» № 3605 выставлялся на центральном пути станции «Партизанская» вместе с музейными вагонами других типов. Самый первый вагон типа «Е» № 3001, который стоял сараем в ТЧ-9 «Фили», весной 2006 года был разрезан. Вагон типа «Е» № 3007 стоит в ТЧ-8 «Варшавское» и используется как служебное помещение ОАО «Метровагонмаш». 
В марте 2015 года была прекращена пассажирская эксплуатация вагонов серии «Е» в Санкт-Петербурге. Последним вагоном типа «Е», который эксплуатировался с пассажирами в Петербургском метро, стал вагон № 3369. 15 ноября 2015 года в честь 60-летнего юбилея Петербургского метрополитена был восстановлен музейный состав 3935—3369—3427—3934 (модели Ема/Е/Емх) в оригинальной окраске и оригинальными надписями «Не прислоняться» на дверях.
По состоянию на 2019 год немодернизированные вагоны типа «Е» эксплуатируются лишь в качестве музейных. Все эксплуатировавшиеся до 2015 года вагоны типа «Е» работали только в качестве промежуточных, последний раз вагоны типа «Е» использовались в качестве головных в 2006 году на Филёвской линии в Москве.
Все вагоны типа «Е», эксплуатировавшиеся в Баку, были списаны к 2001 году. 27 июля 2015 года последний регулярный пассажирский вагон № 4805 заехал в электродепо «Дарница» и был поставлен на разборку для отправки на модернизацию в вагон типа Е-КМ-Пм. Таким образом эксплуатация вагонов серии «Е» была полностью прекращена.

## Характеристика

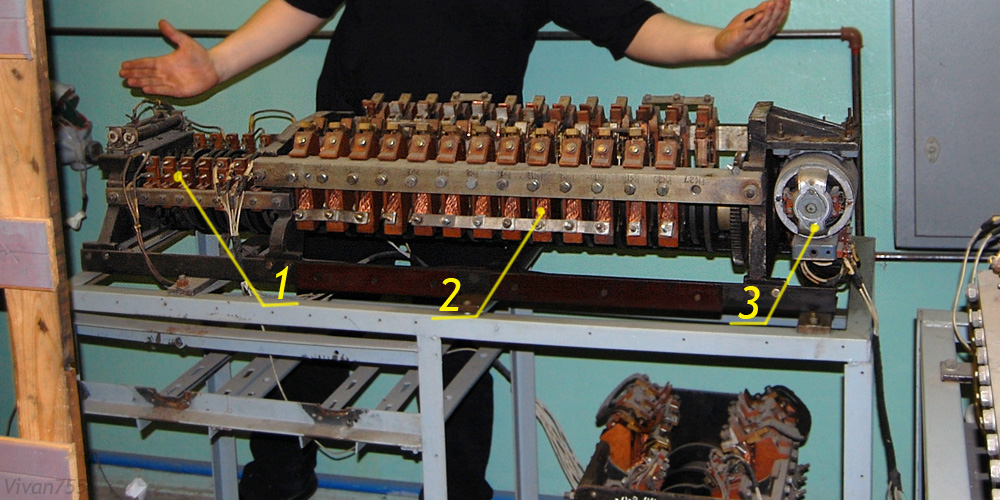
Силовой реостатный контроллер ЭКГ-17И

Каждая ось вагона приводится отдельным электродвигателем ДК-108А часовой мощностью 68 кВт через карданную передачу. Пуск реостатный, используется перегруппировка двигателей — при трогании (положение рукоятки «Ход-1») и первоначальном разгоне («положение Ход-2») двигатели соединены последовательно, при переводе рукоятки контроллера в положение «Ход-3» двигатели переключаются на последовательно-параллельное (ПП) соединение, напряжение на них повышается вдвое. Переключения в силовой цепи выполняет установленный под вагоном реостатный контроллер ЭКГ-17И.

## Модификации
Серийных модификаций не существовало, но были опытные.
- Еи — опытный вариант с тиристорно-импульсной системой управления. Номера № 3078, № 3080, № 3105, № 3499, № 5360, № 5546 (все списаны)
- Ер — новая тележка.

## Эксплуатирующие города
- Москва — 1963–2008
- Санкт-Петербург — 1963–2015
- Киев — 1969–2015
- Тбилиси — 1966–2010
- Баку — 1967–2001

## Сохранившиеся вагоны
На 2024 год в полноценном состоянии осталось небольшое количество вагонов типа «Е», находящихся на своих тележках.
- Москва, 3 вагона:

3007 - опытный, находится в ТЧ-15. 
3605 - восстановлен в 2015, линкруст, базируется в ТЧ-3. Музейный. 
4812 - находится в ТЧ-3. 
Кузова вагонов за пределами Московского метрополитена: 3496 (Электросталь), 3257 (Ногинск), 4771 (Домодедово).
- Санкт-Петербург, 3 вагона:

3427, 3369 - промежуточные вагоны ретро-состава, ТЧ-1.
3082 - музейный вагон, ТЧ-7.
Остальные вагоны данного типа переоборудованы в габаритные рамы и грузовые вагоны.
Все линейные вагоны типа Е Киевского метро прошли модернизацию в тип Е-КМ.
В Натахтари (Грузия) кузов вагона 3311 используется как гостиница.